# کوئنتن مارتینوس

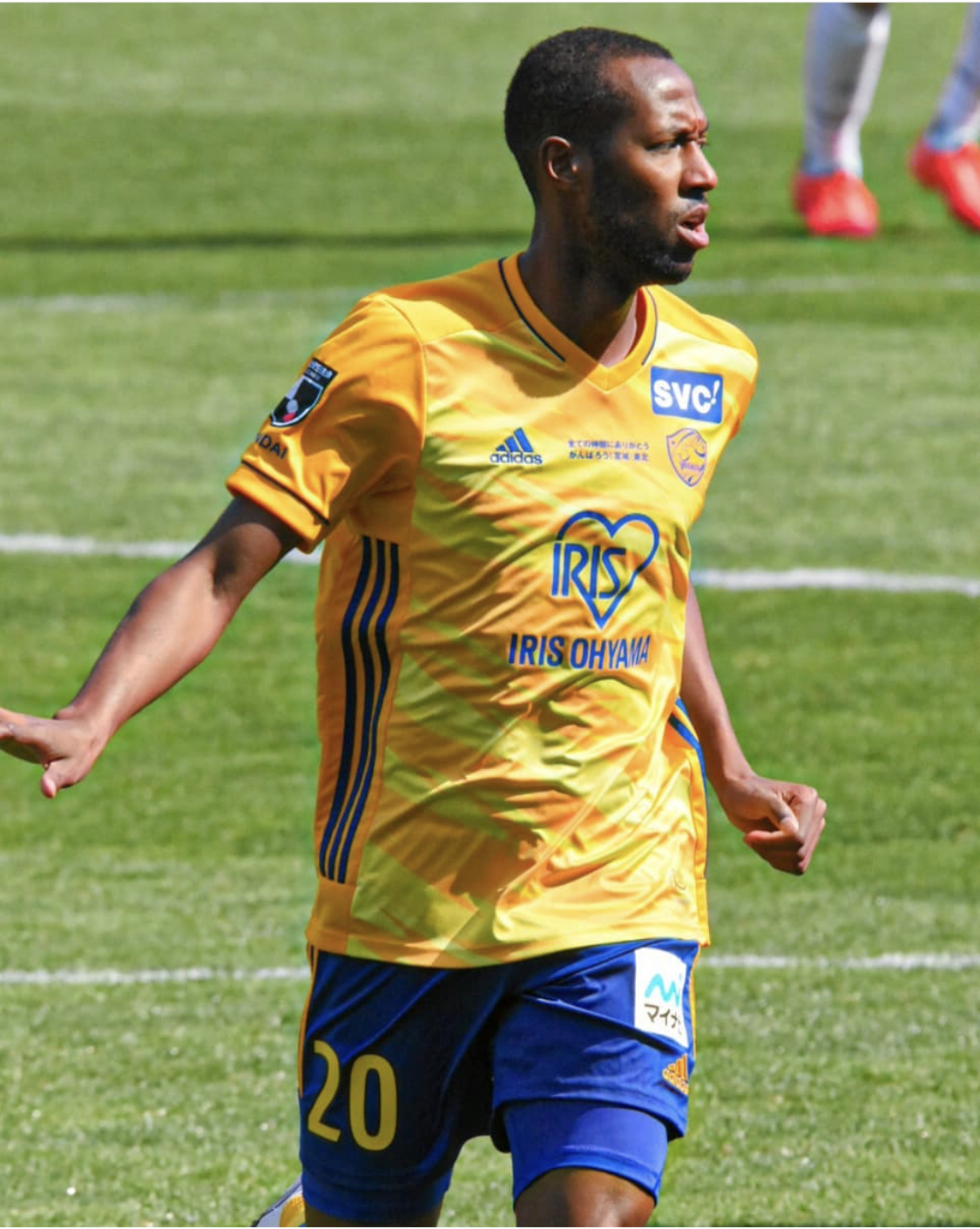
کوئنتن مارتینوس - ۲۰۲۱

کوئنتن مارتینوس (Quenten Martinus؛ زادهٔ ۷ مارس ۱۹۹۱) بازیکن فوتبال اهل کوراسائو است.
از باشگاه‌هایی که او در آن بازی کرده‌است می‌توان به باشگاه فوتبال اسپارتا روتردام، باشگاه فوتبال هیرنفین، باشگاه فوتبال فرنتس‌واروش و باشگاه فوتبال یوکوهاما مارینوس اشاره کرد.